# Emboscada a l'Extrem Orient
 Emboscada a l'Extrem Orient (títol original:  Paper Tiger) és una pel·lícula britànica dirigida per Ken Annakin, estrenada el 1975. Ha estat doblada al català.

## Argument
Mr. Bradbury, un vell militar anglès, és contractat com a preceptor del fill de l'ambaixador del Japó. Bradbury fa amistat amb el seu alumne, i li conta les seves "proeses" durant la Segona Guerra Mundial. Però quan són capturats tots dos per revolucionaris, haurà de provar que té verdaderament valor.

## Repartiment
- David Niven: "Major" Walter Bradbury
- Toshirō Mifune: Ambaixador Kagoyama
- Hardy Krüger: Gunther Müller
- Ando: Koichi Kagoyama
- Irene Tsu: Talah
- Ivan Desny: Ministre d'afers estrangers
- Miiko Taka: Sra. Kagoyama
- Jeff Corey: M. King
- Patricia Donahue: Sra. King
- Ronald Fraser: Sergent Forster
- Jeannine Siniscal: la filla del Ministre d'afers estrangers
- Kurt Christian: Harok
- Mika Kitagawa: Secretària de l'ambaixador
- Eric Soh: Pathet
- Salleh Ben Joned:[3] Sokono

## Nominacions
- Globus d'Or a la millor cançó original per Roy Budd i Sammy Cahn amb la cançó My Little Friend